# Jarosław Klemens Wiśniewski
 Jarosław Klemens Julian Maria Wiśniewski  herbu Prus I (ur. 26 lutego 1861  w Krystynopolu, zm. 18 maja 1940 we Lwowie) – polski arystokrata, dyplomata.
Hrabia Jarosław Klemens Wiśniewski urodził się 26 lutego 1861 w Krystynopolu  w polskiej rodzinie arystokratycznej Wiśniewskich herbu Prus I. Był  drugim synem  hr. Tadeusza Wiśniewskiego i hr. Julianny von Stadion-Warthausen und Thannhausen. Ziemianin – współwłaściciel dóbr Krystynopol, Kłusów i Nowodwór w powiecie sokalskim.
Od 11 czerwca 1887 szambelan cesarsko-królewski, 22 czerwca 1894 został mianowany sekretarzem poselstwa austro-węgierskiego przy dworze królewskim w Sztokholmie. Pełnił funkcję radcy legacyjnego pierwszej klasy  poselstwa austriackiego (1902) w Madrycie, a także posła nadzwyczajnego i ministra pełnomocnego ambasady austriackiej w Meksyku (1905).
Komandor papieskiego Orderu św. Grzegorza Wielkiego i włoskiego Orderu Korony, kawaler hiszpańskiego Orderu Izabeli (komandor od 1892) i serbskiego Orderu Orła Białego.